# Траволатор
Травола́тор (също травала́тор или травела́тор) е конвейер за пешеходци, подвижна пътека, позволяваща да се ускори и облекчи тяхното придвижване.

## Етимология
Названието е заимствано от английския език, в който няма единно мнение за написването му: travelator, travellator и trav-o-lator.
Могат да се срещнат също така названията: бягаща пътека, подвижен тротоар, хоризонтален ескалатор.

## Видове
Съществуват 2 вида траволатори:
- хоризонтален
- наклонен

Наклоненият траволатор притежава съществено преимущество пред ескалатора: поради отсъствието на стъпала придвижването на детски колички е изключително лесно.

## История
За първи път подвижна пътечка е изградена по време на Световното изложение в Чикаго (щата Илиноис, САЩ) през 1893 г.
През 1900 г. подвижен тротоар се появява и на Световното изложение в Париж.

## Примери
Траволатори се изграждат в големи търговски комплекси, летища, гари, метрополитени. Те съществено облекчават придвижването на пътниците, особено на по-дълги разстояния, съкращавайки по този начин времето за придвижване, както и облекчавайки пренасянето на товар на дълги разстояния.
Траволатор например се използва в дългия преходен коридор на летище Скипул (Schiphol) в гр. Амстердам. Големите терминали на летище „Дж. Ф. Кенеди“ в Ню Йорк също използват траволатори за ускоряване придвижването на пътниците.
Подвижни тротоари са разположени и на Барселонското летище "El Prat de Llobregat" (Испания), международното летище „Ататюрк“ в Истанбул, Лондонските летища „Хийтроу“ и „Гетуик“, на северната гара в Париж, където се пресичат 5 линии на метрото.
В София подвижен тротоар е изграден в подлеза на Орлов мост, който свързва транспортните пътнически потоци на Орлов мост с метростанция „СУ „Св. Климент Охридски“.
В бъдеще се придвижда изграждане на такъв и на Централна гара София, който ще отвежда пътниците от метрото направо до подлеза към пероните на гарата.
Наклонен траволатор е монтиран и в търговския център „Дъ Мол“ на бул. „Цариградско шосе“ в София.